# Zoo de Gaza
Le zoo de Gaza (en arabe : حديقة حيوان غزة) était un complexe de loisirs, une série de jardins publics, un parc d'attractions pour enfants et un parc zoologique dans la bande de Gaza, en Palestine, créé par le gouvernement de Gaza au printemps 2010 sur une propriété gouvernementale qui était auparavant une décharge. Pendant la guerre de Gaza, plus de 90 % des animaux du zoo sont morts. Le zoo ferme ses portes en 2016.

## Animaux
Outre les deux lions, le zoo comptait plusieurs aigles, des colombes, des renards, une mangouste égyptienne, des chats, des chiens, des poneys, des loups, des oies, des tortues, des lézards, des bovins, des cochons, des zèbres, des sangliers, des chèvres, des canards, des araignées rouges, des tortues, des cerfs, des singes, des poulets, des faisans, des paons et un chameau.
L'un des deux lions du zoo, Sabrina, qui, comme les autres animaux du zoo, est entré à Gaza en passant clandestinement par un tunnel depuis l'Égypte, a été volé en 2005 et est resté introuvable jusqu'à ce qu'il soit secouru par des militants du Hamas qui l'ont trouvé lors d'un raid sur un réseau de trafiquants de drogue.

## Ânes peints
L'une des histoires les plus largement rapportées par les médias internationaux concerne la peinture d'ânes pour les faire ressembler à des zèbres. Nidal Barghout a expliqué qu'« en raison du siège israélien strict imposé à Gaza pendant plus de deux ans et de la fermeture des points de passage frontaliers, je n'ai pas pu importer de zèbres d'Afrique dans notre zoo. C'est alors qu'une idée m'est venue à l'esprit : prendre deux ânes domestiques blancs ordinaires, les peindre en noir et blanc.... Il est difficile de faire passer un vrai zèbre d'Égypte à Gaza, d'abord parce qu'il est trop lourd, et ensuite parce que cela coûte environ 50 000 dollars d'acheter un zèbre en Afrique, de l'amener à la frontière et de le faire entrer clandestinement... Cependant, j'ai pensé qu'avoir un zèbre dans mon zoo était très important pour que les enfants puissent voir toutes sortes d'animaux sauvages de la jungle et du désert, et l'idée m'est alors venue à l'esprit. »,
.